# Moro Mussa
El Moro Mussa és un espantacriatures propi de la mitologia catalana i valenciana.
Segons la llegenda, el personatge era un monarca de Balansiya que perdé els seus dominis després de la Conquesta Jaumina. Com a revenja, caçava als infants. A la Valldigna és tradicional un sortilegi contra el Moro Mussa. A Alacant és conegut com, simplement, El Moro o El Morusso. A pobles de la Ribera com Albalat es coneix com el Moro Mus.
A Catalunya el personatge és un rei de la zona de Montserrat que en fugir deixà un tresor amagat a la cova de Salnitre. La seua filla, com a princesa encantada, habita en la cova.